# Cultura di Korčak
La cultura di Korčak è una cultura archeologica, sviluppatasi nel VI e nel VII secolo, degli Slavi orientali che si stabilirono lungo gli affluenti meridionali del fiume Pryp"jat' e dal Dnepr fino al Bug Meridionale e al Dnestr, nelle attuali Ucraina nordorientale e Bielorussia meridionale.
Costituisce la parte orientale del cosiddetto orizzonte culturale di Praga-Korčak, un'espressione utilizzata per comprendere nella loro interezza le culture protoslave dall'Elba al Dnestr, in contrapposizione alla più orientale cultura di Penkovka.

## Archeologia

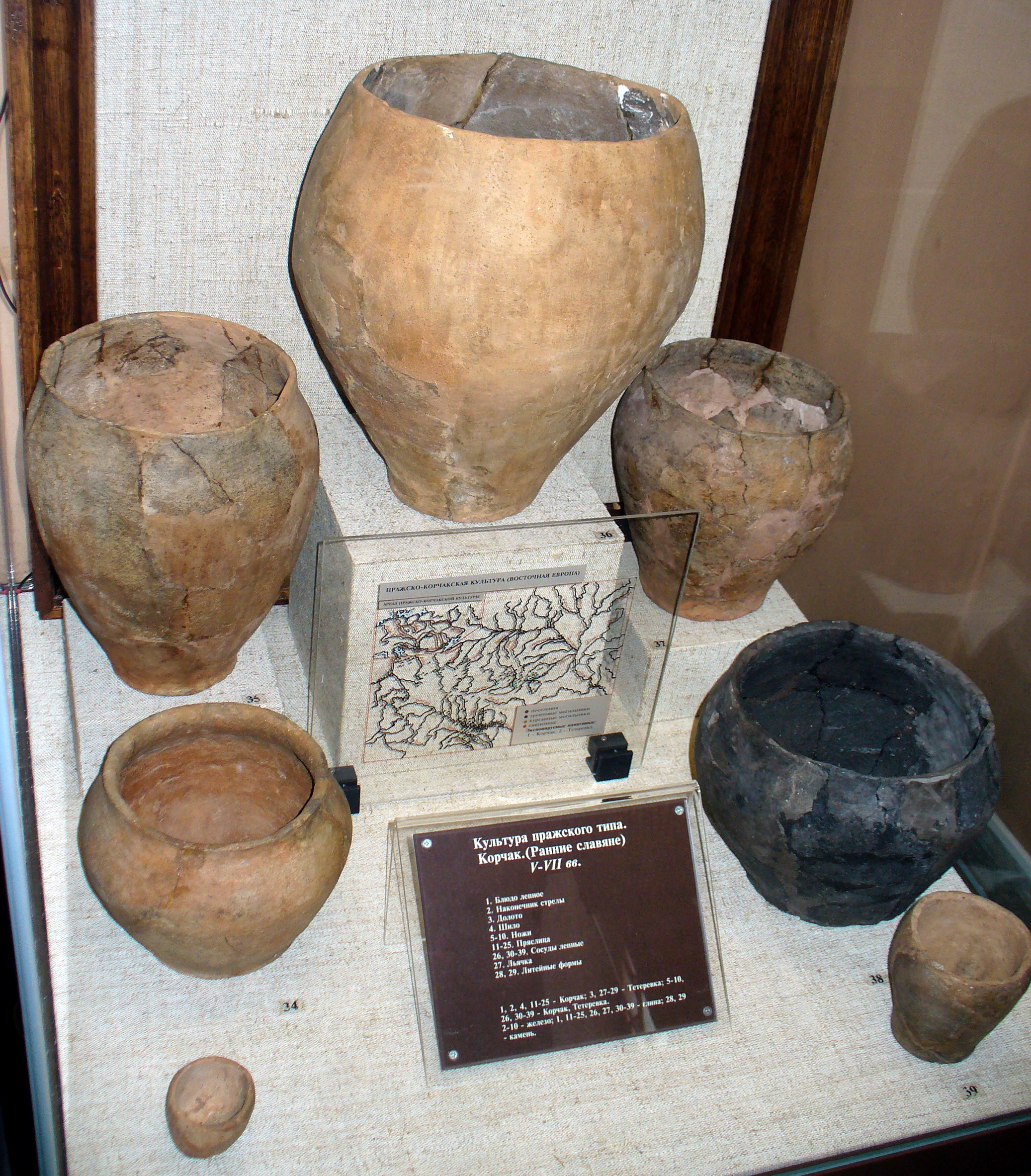
Ceramiche della cultura di Korčak

Gli scavi al villaggio di Korčak, presso Žytomyr in Ucraina, furono iniziati da S. S. Gamčenko negli anni Venti. Iu. V. Kukharenko identificò quella di Korčak come una cultura distinta. Gli insediamenti aperti consistevano di abitazioni seminterrate, in numero da dieci a venti, con un forno di pietra installato in un angolo. Ogni abitazione ospitava fino a cinque persone, con meno di cento abitanti per insediamento. I portatori di questa cultura seppellivano i resti cremati in tumuli funerari kurgan, e in necropoli con fosse superficiali nelle quali trovavano posto le urne. La cultura è caratterizzata da specifiche forme di recipienti disadorni in terracotta modellata, che rappresentano il primo livello di sviluppo della ceramica slava.